# Famille Guignard de Saint-Priest
 (mai 2024).
Améliorez-le ou discutez des points à vérifier. 
Pour les articles homonymes, voir Saint-Priest (homonymie) et Guignard.
La famille [de] Guignard de Saint-Priest est une famille de la noblesse française, implantée en  Gâtinais, en Lyonnais et en Dauphiné, éteinte au XIXe siècle.
Elle a compté parmi ses membres des magistrats, des généraux et des diplomates français.
Son nom a été relevé par la famille Le Marchand, en 1930.

## Histoire
Henri Jougla de Morenas dans l'ouvrage Grand armorial de France indique que le premier membre de la famille de Guignard serait mentionné au XIIIe siècle. Robert de Guignard est dit seigneur de Samois, en Gâtinais. Cet auteur propose une filiation possible[réf. à confirmer]. Selon cette source, la filiation certaine débute avec Jean de Guignard, écuyer, seigneur d'Arbonne et d'0ncy, en Gâtinais, qui dénombra noblement, en 1543.
Jacques I [de] Guignard, petit-fils du précédent, chevalier, est président en la Cour des aides à Vienne, en Dauphiné, avant d'être transféré, après la suppression de cette cour, au Parlement de Metz, qu'il préside,. Il est prévôt des marchands de Lyon (1654-1658), baron de Jons (Dauphiné) et seigneur de Bellevue (Lyonnais),. Il obtient, par lettres patentes de 1653, le titre de vicomte de Saint-Priest,.
Son fils, Pierre-Emmanuel [de] Guignard, vicomte de Saint-Priest, est président à mortier au Parlement du Dauphiné, ainsi que le fils de ce dernier, Denis Emmanuel,.
La famille obtient Bellevue (-sur-Saône ?), un fief situé Lyon-Croix Rousse (cf. la place Bellevue et la rue Neyret) acheté à Claude Neyret. Ils sont aussi dits seigneurs de Bellegarde-sur-Saône.
La famille s'est éteinte, dans les mâles, au début du XXe siècle, avec le vicomte Henri de Guignard, sans postérité. Ce dernier adopte en 1930, par jugement du tribunal de la Rochelle, son petit-cousin par alliance, Henri Le Marchand, époux de Solange Collinet de La Salle, petite-fille du comte Edmond Collinet de la Salle et de Marie Amanda Guignard de Saint-Priest (membre de l'ANF).

## Généalogie
Filiation extraite du Grand armorial de France[réf. à confirmer], complétée par Duvergier (1839)[réf. à confirmer] :
- Jean [de] Guignard, écuyer, seigneur en Gâtinais, ∞ (1) Michelle de Bethemont, (2)  Françoise de Meung
  - (1) Jean, louvetier de l'Auxerrois.
    - Rameau des seigneurs d'Arbonne, éteint en 1680.

  - (2) Jean, écuyer, seigneur de Saint-Martin, ∞ (1602) Suzanne du Pin.
    - Jacques, chevalier, seigneur, vicomte de Saint-Priest (1653), ∞ Françoise de Maridat, Dame de Valnoble.
      - Pierre-Emmanuel, chevalier, vicomte de Saint-Priest, seigneur des Granges[-le-Chastel], ∞ (1678) Angélique de Rabot de Veyssieu.
        - Denis Emmanuel, chevalier, vicomte de Saint-Priest, seigneur des Granges[-le-Chastel], ∞ (1703) Catherine de Lescot de Chasselay, fille du baron d'Assieu.
          - Jean-Emmanuel, chevalier, vicomte de Saint-Priest, ∞ (1731) Sophie de Barral de Montferrat.
            - Marie-Joseph † 1794, chevalier, vicomte de Saint-Priest, ∞ Marie Julie de Manissy
              - des filles.

            - François-Emmanuel, chevalier de Malte et de Saint-Louis, comte pair de France (1817), ∞ (1775) Constance Guilhelmine de Ludolph, comtesse du Saint-Empire
              - Guillaume Emmanuel, vicomte de Saint-Priest, général de l'Empereur de Russie (1776-1821).
              - Armand-Emmanuel-Charles, comte de Saint-Priest, pair de France, ∞ (1804) princesse Sophie Galitzine.
                - Alexis, vicomte de Saint-Priest (1805–1851), membre de l’Académie française, ∞ (1827) Antoinette de Laguiche.
                  - Georges Charles Alexis, comte de Saint-Priest (1835-1898). Sans postérité.

              - Emmanuel Louis Marie, vicomte de Saint-Priest, 1er duc d'Almazan et grand d'Espagne de première classe (1830)[7], ∞ (1817) Louise de Riquet de Caraman (1798-1849).
                - François Marie Joseph, 2e duc d'Almazan (1818-1894), ∞ (1841) Émilie Michel de Saint-Albin (1823-1878).
                  - deux filles.

                - Charles Ferdinand (1831-1871), vicomte de Saint-Priest, ∞ (1859) Marguerite Louise Éléonore de Lavergne de Cerval (1840-?).
                  - Henri, vicomte puis comte de Saint-Priest (1860-1930), officier d'infanterie, ∞ (1894)  Madeleine Guy. Sans postérité.

            - Charles Languedoc, commandeur de Malte, chambellan de l'Empereur d'Autriche.

      - Ferdinand-Louis, chevalier, baron de Jons.
        - rameau éteint.

    - Philippe, chevalier, seigneur de Laleux, maréchal des camps et armées du roi.

## Personnalités
- Jean-Emmanuel Guignard de Saint-Priest (1714-1785), intendant du Languedoc (1751), conseiller d'Etat (1764 et reconduit en 1770)
- François-Emmanuel Guignard de Saint-Priest (1735-1821), officier dans les armées de Louis XV, ministre à Lisbonne (1763), ambassadeur à Constantinople (1768-1785) et en Hollande (1787), secrétaire d'État à la Maison du roi (1789-1790) et premier ministre de l'Intérieur (1790-1791), chargé de mission durant l’émigration par Louis XVIII auprès de plusieurs cours étrangères (1795-1807). Il est nommé lieutenant général des armées du roi et pair de France en 1815.
- Guillaume Emmanuel Guignard de Saint-Priest (1776-1814), général de l'armée russe
- Armand-Emmanuel-Charles Guignard de Saint-Priest (1782-1863), gouverneur d'Odessa en Crimée, membre de la chambre des Pairs (Pair héréditaire)  de 1822 à 1848
- Emmanuel Louis Marie Guignard de Saint-Priest (1789-1881), lieutenant général des armées du roi (1823), ambassadeur de France à Berlin (1825) puis en Espagne en 1828. Il est créé par le roi d'Espagne Ferdinand VII, duc d'Almazán et grand d'Espagne de première classe le 30 septembre 1830. Il est député de l'Hérault de 1849 à 1851.
- Alexis Guignard de Saint-Priest (1805-1851), gentilhomme de la chambre de Charles X, puis chargé d'affaires à Parme, diplomate au Brésil, à Lisbonne et à Copenhague, historien, homme de lettres, membre de la chambre des Pairs (Pair à vie) de 1841 à 1848, membre de l'Académie française (fauteuil 19) de 1849 à 1851

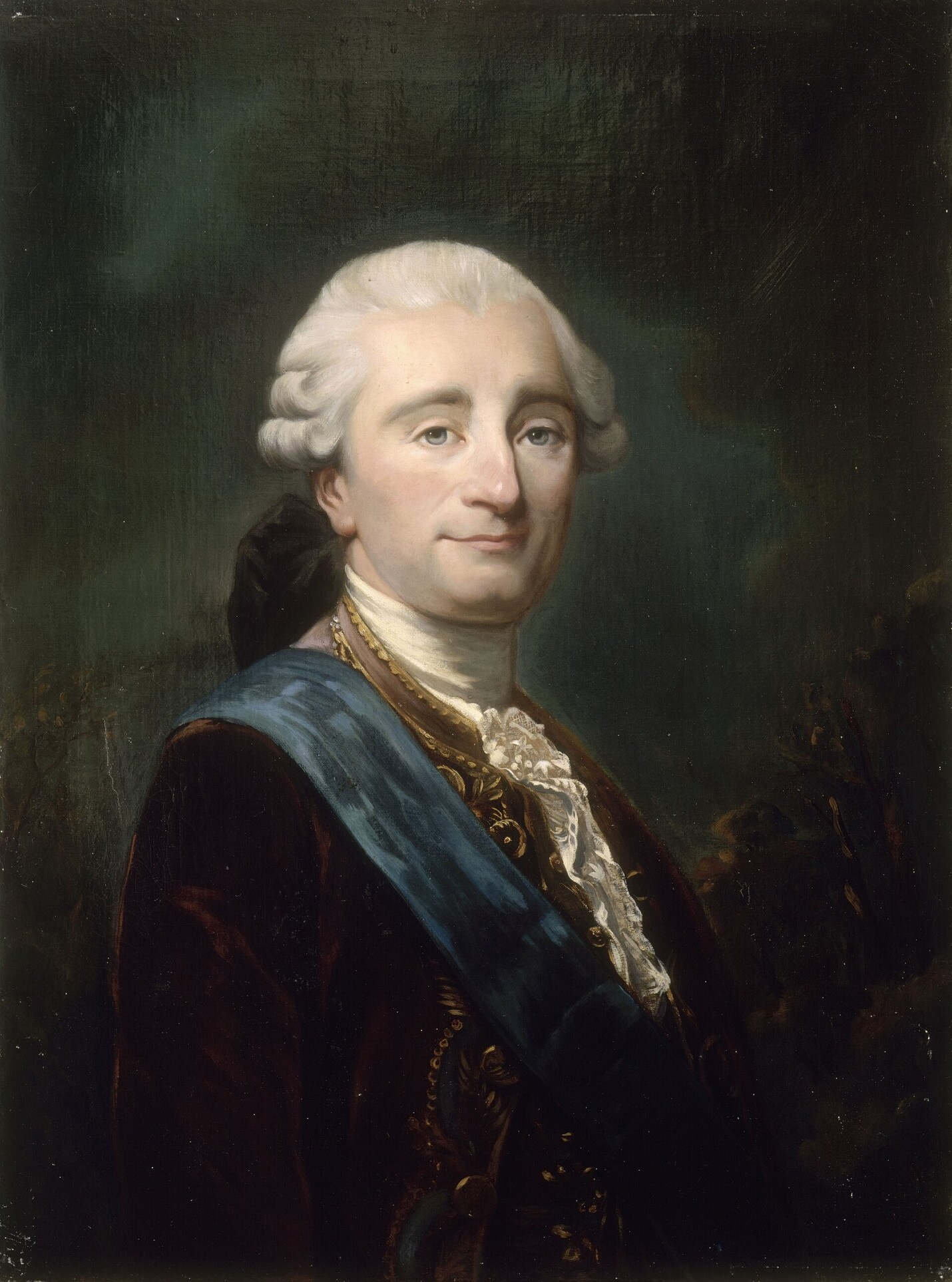
François-Emmanuel Guignard de Saint-Priest (1735-1821)
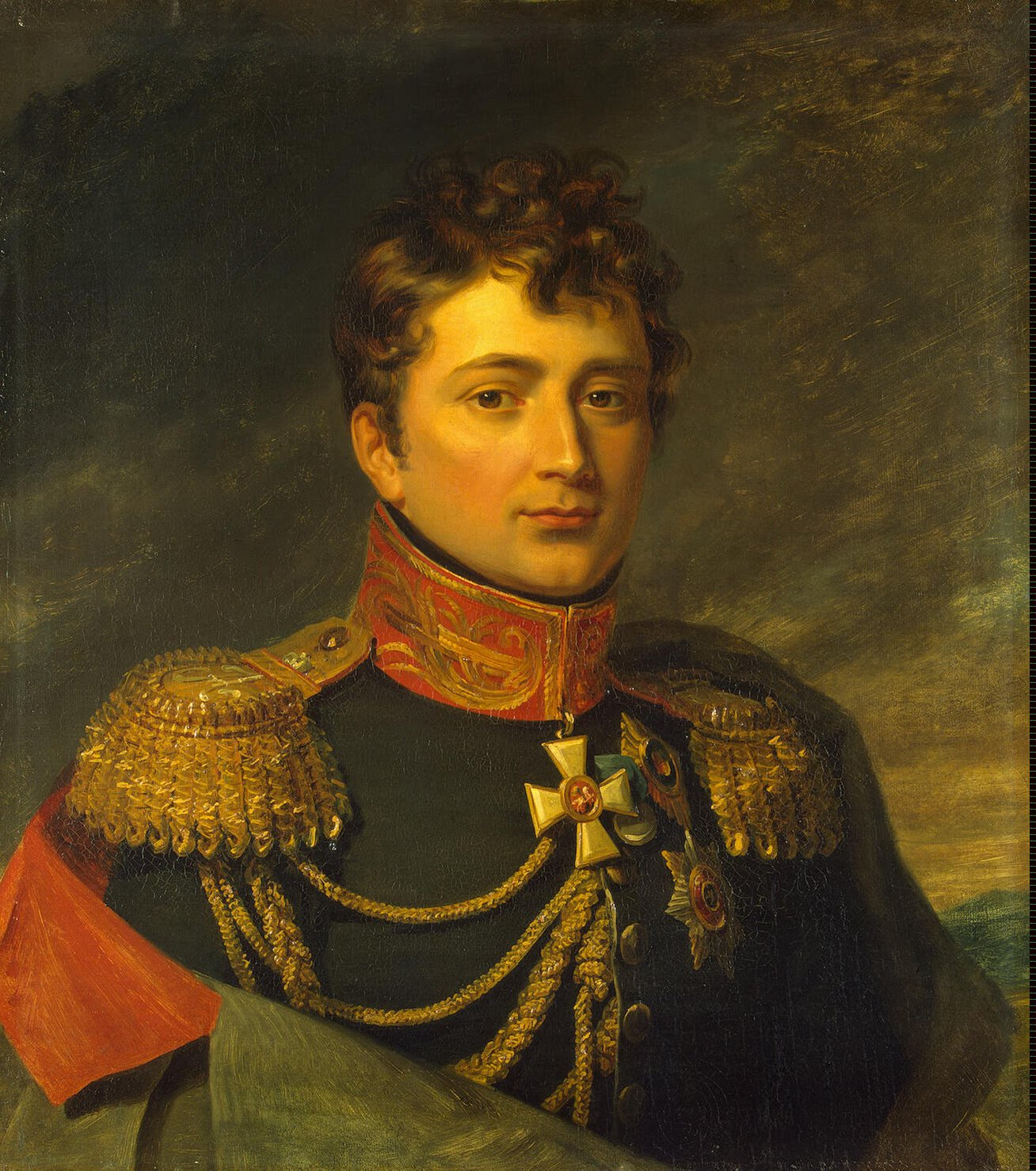
Guillaume Emmanuel Guignard de Saint-Priest (1776-1814)
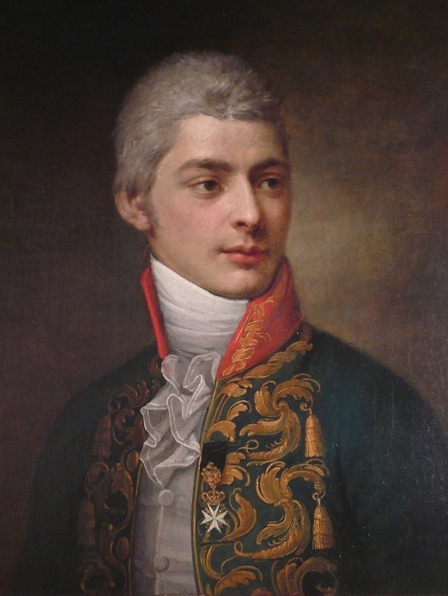
Armand de Guignard de Saint-Priest (1782-1863)
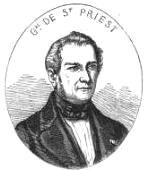
Emmanuel Louis Marie Guignard de Saint-Priest (1789-1881)
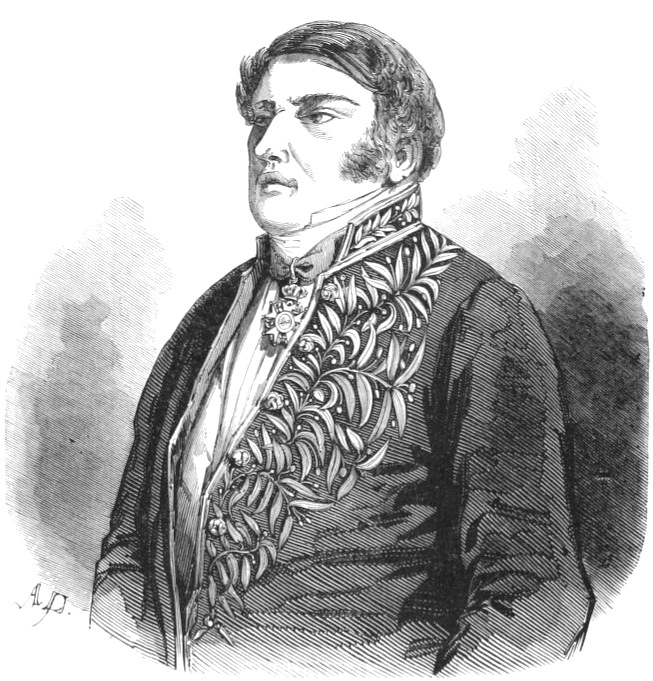
Alexis de Saint-Priest (1805-1851)

## Armes et devise
La famille Guignard portait D'azur, au chevron d'argent, accompagné en chef de 2 tours d'or.. Le Grand armorial de France indique maçonnées de sable.
Rivoire de La Bâtie (1867) indique que Jacques Guignard, échevin de Lyon (1621), ajoutait, en pointe du chevron, un coutelas, puis mis en cimier tenu par un bras.
Jacques Guignard, vicomte de Saint-Priest, seigneur de Bellevue, écartelait au 1 et 4 d'azur à 3 quintefeuilles d'argent, qui est de Richard de Saint-Priest ; au 2 et 3 d'azur à la croix d'argent, qui est de Maridat; sur le tout de Guignard.
La famille Guignard, olim de Guignard du Plaquil, porte Ecartelé aux 1 et 4 d'argent à trois merlettes de sable ; aux 2 et 3 d'azur au chevron d'argent accompagné en chef de deux tours d'or, maçonnées de sable.

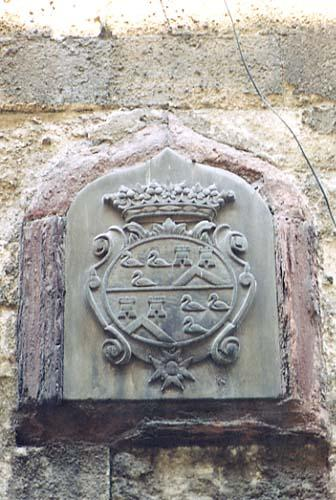
Armes de la famille Guignard de Saint-Priest
Blason espagnol de la famille Guignard de Saint-Priest en tant que ducs d'Almazán de Saint-Priest, grands d'Espagne de première classe Devise : « ESSE QUAM VIDERI »
Manteau héraldique des Grands d'Espagne

La devise est : « Fort et Ferme ».